# Капална де Сус (Муреш)
Капална де Сус (рум. Căpâlna de Sus) насеље је у Румунији у округу Муреш у општини Мика. Oпштина се налази на надморској висини од 300 m.

## Становништво
Према подацима из 2002. године у насељу је живело 178 становника.

### Попис2002.
| Расподела становништва по националности 2002.‍ | Расподела становништва по националности 2002.‍ | Расподела становништва по националности 2002.‍ | Расподела становништва по националности 2002.‍ | Расподела становништва по националности 2002.‍ |
| --------------------------------------------- | --------------------------------------------- | --------------------------------------------- | --------------------------------------------- | --------------------------------------------- |
|                                               |                                               |                                               |                                               |                                               |
| Румуни                                        | Румуни                                        |                                               | 125                                           | 70,2%                                         |
| Мађари                                        | Мађари                                        |                                               | 31                                            | 17,4%                                         |
| Роми                                          | Роми                                          |                                               | 22                                            | 12,4%                                         |